# GamePro
GamePro是美国的一家电子游戏传媒公司，主要印制或在网上发布有关电子游戏产业、电子游戏硬件以及电子游戏软件的内容。旗下资产包括《GamePro》杂志和GamePro.com网站。它是科技公司IDG的子公司。
《GamePro》初次刊行于1989年，提供关于电子游戏的新闻和评测。该杂志总部位于旧金山，每月发行一次。
GamePro.com于1998年上线，内容与杂志类似。它还有专门的论坛与博客。其总部同样在旧金山，它还有法国与德国的分站。